# Río Manu (Perú)
El río Manu es un río del sureste del Perú, un afluente del río Madre de Dios. Tiene una longitud de 356 km, todos ellos en el territorio de la región de Madre de Dios.
El río Manu nace en las laderas orientales de la cordillera de los Andes, en la cuenca del Amazonas, en las coordenadas: 12º02'43.40" Sur - 72º06'42.07" Oeste (a 1400 m s. n. m.). Discurre a través del parque nacional del Manu, declarado en 1972 y en 1987 considerado como Reserva de la Biosfera, hogar de una de las mayores concentraciones de diversidad biológica en la Tierra (19 098 km²). Muy pocas personas viven a lo largo de su curso, principalmente indígenas machiguenga. El parque está destinado a la protección y solo se permiten actividades de investigación antropológica y biológica, limitadas a la observación de la vida y los procesos ecológicos en su forma natural y para visitarlo hay que tener una autorización especial. En el parque viven grupos indígenas de indios amazónicos, principalmente de la tribu machiguenga, hablantes del idioma machiguenga. Además en el parque viven algunos grupos de indígenas aislados o en estado de aislamiento voluntario como los mascho piro. 
El río Manu desemboca en el río Madre de Dios, en la parte conocida como Alto Madre de Dios, muy próximo a la localidad de Boca Manu. Sus principales afluentes son los ríos Providencia y Piriquina.